# Аргонаутси Екс ан Прованс
Аргонаутси Екс ан Прованс су клуб америчког фудбала из Екс ан Прованса у Француској. Основани су 1986. године и своје утакмице играју на стадиону Жорж Каркасон. Такмиче се тренутно у највишем рангу у француској лиги ЛЕФА, и Лига шампиона - Група Центар.